# Doeringiella
Doeringiella is een geslacht van vliesvleugelige insecten uit de familie bijen en hommels (Apidae). De wetenschappelijke naam van het geslacht is voor het eerst geldig gepubliceerd in 1886 door Eduardo Ladislao Holmberg. Hij beschreef tevens de eerste soort, Doeringiella bizonata gevonden in Bahía Blanca (Argentinië).

Doeringiella is een geslacht van kleptoparasitische wilde bijen uit de geslachtengroep Epeolini. De bijen komen vooral voor in Zuid-Amerika.

## Soorten
- D. angulicornis Roig-Alsina, 1989
- D. arechavaletai (Brèthes, 1909)
- D. asignata Compagnucci & Roig-Alsina, 2003
- D. baeri (Vachal, 1904)
- D. baerina Compagnucci & Roig-Alsina, 2003
- D. bipunctata (Friese, 1908)
- D. bizonata Holmberg, 1886
- D. burmeisteri (Friese, 1908)
- D. centuncula Roig-Alsina, 1989
- D. cingillata Moure, 1954
- D. cochabambina Roig-Alsina, 1989
- D. coelicera Roig-Alsina, 1989
- D. crassicornis (Friese, 1908)
- D. crassipes Roig-Alsina, 1989
- D. crinita Roig-Alsina, 1989
- D. chacoensis Roig-Alsina, 1989
- D. gayi (Spinola, 1851)
- D. gigas (Spinola, 1851)
- D. guttata Roig-Alsina, 1989
- D. hebes Roig-Alsina, 1989
- D. holmbergi (Schrottky, 1913)
- D. indecissa Holmberg, 1886
- D. joergenseni (Friese, 1908)

- D. maray Compagnucci & Roig-Alsina, 2003
- D. oblata Roig-Alsina, 1989
- D. oblonga Roig-Alsina, 1989
- D. paranensis Roig-Alsina, 1989
- D. pilicornis Roig-Alsina, 1989
- D. potrerillensis (Jensen-Haarup, 1909)
- D. silvatica Holmberg, 1886
- D. similaris Roig-Alsina, 1989
- D. simplicicornis Roig-Alsina, 1989
- D. singularis (Friese, 1908)
- D. speciosa (Friese, 1908)
- D. tastil Compagnucci & Roig-Alsina, 2003
- D. tricolor Roig-Alsina, 1989